# VC1551

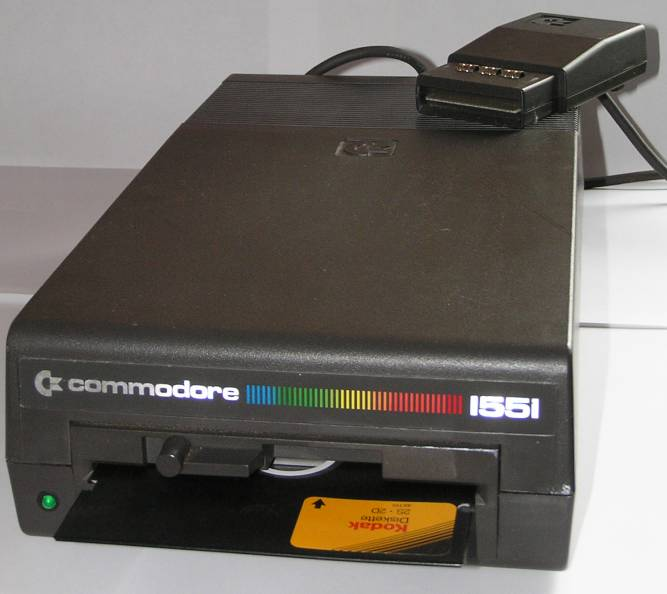
VC1551 mit Stecker für den Modulport

Die VC 1551 (Entwicklungsname SFS-481) ist ein 5¼-Zoll-Diskettenlaufwerk für die 264er-Heimcomputerserie (C16, C116, Plus/4) von Commodore. Sie kam 1984 auf den Markt. Commodore hatte eine Schnittstelle geplant, um die Verwendung der 1551 mit dem C64 zu ermöglichen, diese wurde aber nie freigegeben.
Die 1551 unterscheidet sich sehr stark von den anderen Modellen der VC15xx-Serie. Die Platine ist vollkommen anders gestaltet, und die Laufwerksmechanik ist weniger empfindlich als die der VC1541. Am auffälligsten ist aber der Anschluss: Von der Floppy führt ein paralleles Kabel zu einer fest damit verbundenen Anschlussbox, die direkt in den Modulport des Computers eingesteckt wird. Dieses Konzept wurde als TCBM-Bus bezeichnet. Da der Modulport der 264er anders gestaltet war, konnte die 1551 nicht an den anderen Commodore-Rechnern, wie dem VC-20, C64 und C128, genutzt werden.
Intern arbeitet die VC1551 mit dem üblichen Commodore DOS als Betriebssystem. Im Vergleich zum seriellen CBM-Bus wurde die Transfergeschwindigkeit ca. um den Faktor 4 gesteigert, für parallele Datenübertragung ein bescheidener Wert. Die Datenübertragungsgeschwindigkeit der VC1551 beträgt etwa 1 kB pro Sekunde und ist damit etwa dreimal so hoch wie die der VC1541.
Das Diskettenlaufwerk verwendet die Gruppenkodierte Aufzeichnung (GCR) und enthält einen 6510T-Prozessor als Controller. Der 6510T-Prozessor ist eine spezialisierte Version des 6510-Prozessors, der im C64 verwendet wird, und wird nur in der 1551 verwendet. Das verwendete DOS begrenzt die Anzahl der Dateien pro Datenträger auf 144, unabhängig von der Anzahl der freien Blöcke auf dem Datenträger, da das Verzeichnis eine feste Größe hat und das Dateisystem keine Unterverzeichnisse zulässt. Das DOS der 1551 ist mit dem der VC1541 kompatibel.
Die VC1551 verfügt über keine DIP-Schalter, um die Gerätenummer des Laufwerks zu ändern. Wenn man mehr als ein Laufwerk zu einem System hinzufügte, musste man das Gehäuse öffnen und eine Leitung auf der Leiterplatte durchtrennen, um die Laufwerksnummer dauerhaft zu ändern, oder die Laufwerksnummer über einen externen, selbst anzulötenden Schalter zu wechseln. Es können maximal zwei 1551 an einen Rechner betrieben werden.
Mit dem Ende der 264-Serie wurde auch der Bau der 1551 eingestellt, da sie nur an diese Computer angeschlossen werden konnte. Auch der TCBM-Bus wurde verworfen.